# Farkaslyuk
Farkaslyuk este un sat în districtul Ózd, județul Borsod-Abaúj-Zemplén, Ungaria, având o populație de 1.899 de locuitori (2011). 

## Demografie
Componența etnică a satului Farkaslyuk
     Maghiari (67,98%)
     Romi (31,87%)
     Germani (0,16%)
Componența confesională a satului Farkaslyuk
     Romano-catolici (50,97%)
     Fără religie (18,48%)
     Reformați (4,58%)
     Greco-catolici (2,95%)
     Necunoscută (22,12%)
     Alte religii (5,27%)
Conform recensământului din 2011, satul Farkaslyuk avea 1.899 de locuitori. Din punct de vedere etnic, majoritatea locuitorilor (67,98%) erau maghiari, cu o minoritate de romi (31,87%).  Din punct de vedere confesional, majoritatea locuitorilor (50,97%) erau romano-catolici, existând și minorități de persoane fără religie (18,48%), reformați (4,58%) și greco-catolici (2,95%). Pentru 22,12% din locuitori nu este cunoscută apartenența confesională.